# Kościół św. Mikołaja i św. Franciszka Ksawerego w Otmuchowie
Kościół świętego Mikołaja i świętego Franciszka Ksawerego – rzymskokatolicki kościół parafialny należący do dekanatu Otmuchów diecezji opolskiej.

## Historia

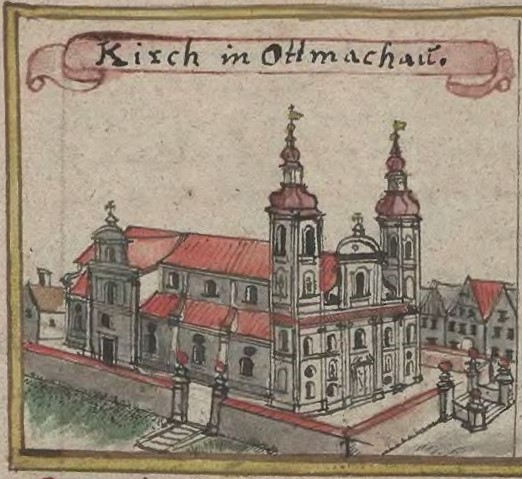
Rysunek kościoła z XVIII wieku

Pierwsza świątynia w tym miejscu była wzmiankowana w 1235, zniszczona podczas wojen husyckich została odbudowana w 1466. Kamień węgielny pod budowę obecnej świątyni został wmurowany w 1690 roku, natomiast prace budowlane zakończyły się w 1693 roku. Architektem kościoła był Johann Peter Tobler. Polichromię wykonał Karol Dankwart (znany m.in. z prac w bazylice św. św. Jakuba Starszego i Agnieszki w Nysie), przedstawiają sceny z życia obydwu patronów, Matki Bożej i świętych. Ołtarz główny został wykonany przez Johanna Weinmanna z Ellwangen i poświęcony w 1701 roku. Sztukaterie to dzieło G. Albertiego, B. Mutino i P. Simonettiego.

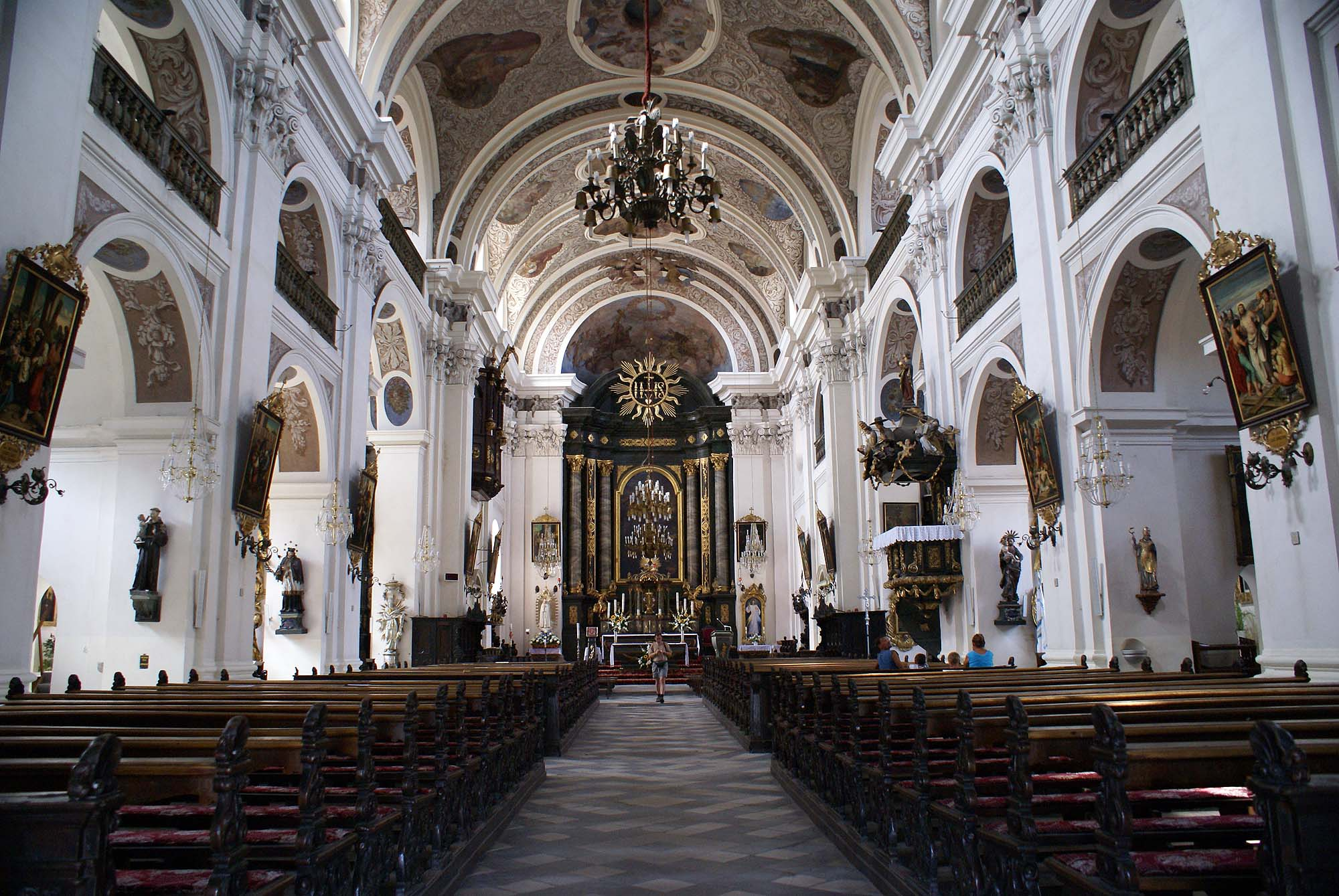
Wnętrze świątyni

## Architektura i wyposażenie
Jest to świątynia jednonawowa, z transeptem i dwoma rzędami kaplic z emporami, sklepionych kolebkowo. W dwuwieżowej fasadzie wschodniej znajduje się portal główny projektu W. Lederera z 1693 z kartuszem herbowym biskupa Franciszka Ludwika, który był fundatorem kościoła. W niszach posągi sześciu apostołów, na szczycie figura św. Mikołaja.
Wyposażenie świątyni pochodzi z czasów budowy, czyli z przełomu  
XVII i XVIII wieku, utrzymane w jednolitym stylu wczesnego baroku. W absydzie prezbiterium jest umieszczony ołtarz główny z końca XVII w. z obrazem Św. Mikołaj błogosławiący rozbitków pędzla Michaela Willmanna z 1696 roku i tabernakulum  ok. 1800. Drugi obraz tego malarza: Ścięcie św. Jana Chrzciciela, jest umieszczony w jednym z ośmiu ołtarzy bocznych. Ambona z 1696 roku posiada balustradę z płaskorzeźbami ewangelistów i zwieńczona jest baldachimem z figurami Chrystusa i czterech ojców Kościoła. W prezbiterium są umieszczone 2 stalle z bogatą dekoracją snycerską, wykonane w latach 1694-1695 przez J. Weissa, ławy. 

## Renowacja
Od 2017 roku kościół poddawany jest szeroko zakrojonemu planowi renowacji. Wyremontowany został ołtarz główny i 6 ołtarzy bocznych, stalle prezbiterium, ambona i figura św. Józefa, chrzcielnica i stacje Drogi Krzyżowej. Wszystkie prace renowacyjne mają za zadanie ujednolicenie stylu i dążenie do przywrócenia pierwotnego wyglądu kościoła.
W latach 2017–2023 poddano renowacji następujące elementy kościoła
Ołtarz Matki BożejOłtarz został wykonany przez otmuchowskiego artystę Jana Weissa w 1697 roku. W ołtarzu znajduje się gotycka figura Matki Bożej z końca XV wieku.
Ołtarz Męki PańskiejWykonany przez otmuchowskiego artystę Jana Weissa w 1697 roku przedstawia Śmierć Jezusa na Krzyżu. Za ołtarzem znajduje się malowidło przedstawiające Jerozolimę.
Ołtarz głównyOłtarz został wykonany przez Johanna Weinmanna z Ellwangen w 1698 roku. W ołtarzu znajduje się obraz „Święty Mikołaj błogosławiący rozbitków”. Obraz został namalowany w 1695 roku przez Michaela Willmanna, o czym informuje inskrypcją na rufie statku. W ołtarzu znajduje się wiele relikwii, m.in. św. Sebastiana, św. Jana Nepomucena, św. Sekundusa.
ChrzcielnicaZostała wykonana w 1624 roku przez nieznanego kamieniarza. Wewnątrz znajduje się miedziana misa. Na wiszącej pokrywie chrzcielnicy przedstawiona jest biblijna cena chrztu Jezusa w Jordanie. Od spodu widać gołębicę, symbol Ducha Świętego.
StalleWykonane w latach 1694-1695. Autorstwo przypisuje się otmuchowskiemu stolarzowi Janowi Weissowi, jednak nie znaleziono żadnej sygnatury, mogącej to potwierdzić. W roku 1885 dokonano ostatniej renowacji.
Ołtarz św. Franciszka KsaweregoOłtarz wraz z obrazem zostały wykonane w 1696 roku. Autorem ołtarza jest Johann Weinmann z Ellwangen, a obrazu Michael Willmann. W górnej części ołtarza znajdują się rzeźby przedstawiające działalność misyjną św. Franciszka Ksawerego. Obraz przedstawia scenę zaśnięcia Franciszka Ksawerego.
Ołtarz św. Jana ChrzcicielaOłtarz został wykonany przez Johanna Weinmanna z Ellwangen w 1696 roku. W ołtarzu znajduje się obraz autorstwa Michaela Willmanna, przedstawiający biblijną scenę ścięcia Jana Chrzciciela.
AmbonaZostała wykonana przez Jana Józefa Weissa. Na balustradzie znajdują się czterej ewangeliści; od dołu: św. Mateusz, św. Marek, św. Łukasz, św. Jan. Na baldachimie przedstawieni czterej Ojcowie Kościoła: św. biskup Ambroży, św. papież Grzegorz Wielki, św. Hieronim i św. biskup Augustyn.
Figura św. Józefa
Ołtarz św. Jana NepomucenaWykonany przez nieznanego autora w XIX wieku. Autorem obraz z roku 1696 jest Jan Claessens.
Ołtarz św. Wawrzyńca (św. Laurentego)
Stacje Drogi Krzyżowej

## Organy

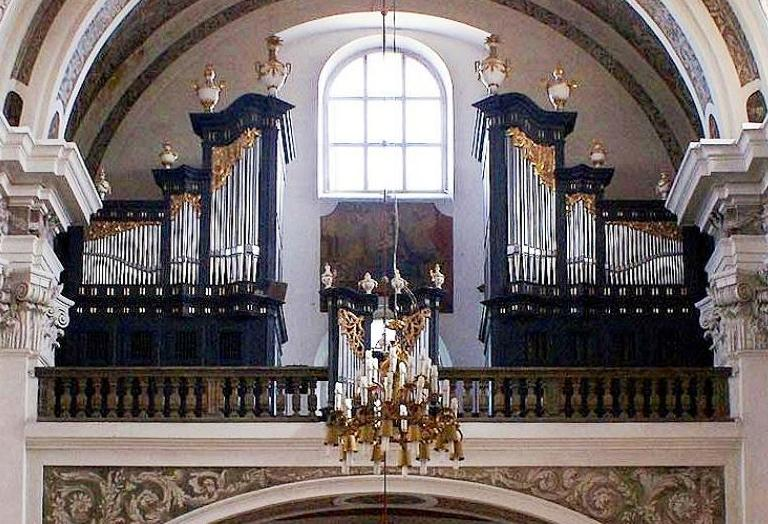
Organy

Pierwsze organy w otmuchowskiej świątyni wzmiankowane są na początek XV wieku. Niestety nie zachowały się żadne dokumenty zawierające jakiekolwiek dane na temat tamtego instrumentu. Drugi instrument został zbudowany na przełomie XVIII i XIX wieku. Jego autorem miał być prawdopodobnie Peter Zeitius, o czym świadczy zachowany prospekt, który jest szczególnie podobny do fasady organów w Strzegomiu wykonanych przez wspomnianego organmistrza. Budowy nowych organów podjął się nyski organmistrz Carl Berschdorf. Pozostawił on pochodzący z drugiej połowy XVIII wieku prospekt organowy. Nowy instrument zabrzmiał po raz pierwszy w Uroczystość Zmartwychwstania Pańskiego 1935 roku. Ostatnie prace naprawcze przy obecnych organach wykonała w 2018 roku firma Vestra Grzegorza Tchórzewskiego z Lubrzy. Regularnie odbywają się tu koncerty organowe.
Dyspozycja instrumentu:
| Manuał I                     | Manuał II          | Manuał III             | Pedał                |
| ---------------------------- | ------------------ | ---------------------- | -------------------- |
| 1. Trompete 8'               | 1. Flaut major 8'  | 1. Geigenprinzipal 8'  | 1. Prinzipalbass 16' |
| 2. Mixtur 4 fach             | 2. Gemshorn 8'     | 2. Gedeckt 8'          | 2. Subbass 16'       |
| 3. Terz 1 3/5'               | 3. Salicional 8'   | 3. Quintade 8'         | 3. Zartbass 16'      |
| 4. Rauschpfeife 2 2/3' u. 2' | 4. Prinzipal 4'    | 4. Dolkan 8'           | 4. Octavbass 8'      |
| 5. Gemshorn 4'               | 5. Blockflöte 2'   | 5. Kupferflöte 4'      | 5. Bassflöte 8'      |
| 6. Octave 4'                 | 6. Sifflöte 1'     | 6. Rohrgedeckt 4'      | 6. Choralbass 4'     |
| 7. Portunal 8'               | 7. Cymbel 2-3 fach | 7. Sesquialtera 2 fach | 7. Posaune 16'       |
| 8. Gamba 8'                  | 8. Krummhorn 8'    | 8. Schwiegel 2'        |                      |
| 9. Holzflöte 8'              |                    | 9. Spitzquinte 1 1/3'  |                      |
| 10. Prinzipal 8'             |                    | 10. Scharff 3-4 fach   |                      |
| 11. Bordun 16'               |                    | 11. Rankett 16'        |                      |
|                              |                    | 12. Horn 8'            |                      |